# Thiếu tướng Quân đội nhân dân Việt Nam thế kỷ XX
Dưới dây là danh sách các Thiếu tướng Quân đội nhân dân Việt Nam có thời điểm thụ phong trước năm 2000. Danh sách này ghi nhận thời điểm phong cấp theo cấp bậc đương nhiệm hoặc cấp bậc cao nhất, xếp theo tên và thập niên.

## Thụ phong thập niên 1940
| TT | Họ tên          | Năm sinh–Năm mất | Năm thụ phong | Chức vụ cao nhất | Ghi chú |
| -- | --------------- | ---------------- | ------------- | --- | --- |
| 1  | Lê Thiết Hùng   | 1908–1986        | 1946          | Phó trưởng ban Đối ngoại Trung ương Tổng Thanh tra Quân đội (1948–1954) | Thiếu tướng đầu tiên Huân chương Hồ Chí Minh |
| 3  | Trần Tử Bình    | 1907–1967        | 1948          | Phó bí thư Quân ủy Trung ương Phó Tổng Thanh tra Chính phủ Tổng Thanh tra Quân đội (1956–1958)                                                                                                 | Huân chương Hồ Chí Minh (truy tặng 2001) |
| 4  | Trần Đại Nghĩa  | 1913–1997        | 1948          | Phó Trưởng ban Ban Cơ khí Trung ương Chủ nhiệm Ủy ban Khoa học và Kĩ thuật Nhà nước Chủ nhiệm Ủy ban Kiến thiết Cơ bản Nhà nước Phó chủ nhiệm Tổng cục Hậu cần Phó Chủ nhiệm Tổng cục Kỹ thuật | Cha đẻ ngành Công nghiệp Quốc phòng Việt Nam Giáo sư, Viện sĩ Viện Hàn lâm Khoa học Liên Xô Anh hùng lao động (1952) Giải thưởng Hồ Chí Minh Huân chương Hồ Chí Minh |
| 5  | Hoàng Sâm       | 1915–1968        | 1948          | Tư lệnh Quân khu 3 Tư lệnh Quân khu Hữu ngạn Tư lệnh Quân khu Trị–Thiên | Đội trưởng đầu tiên Đội Việt Nam tuyên truyền Giải phóng quân Huân chương Hồ Chí Minh (truy tặng 1999)                                                               |
| 6  | Nguyễn Sơn      | 1908–1956        | 1948          | Chủ tịch Ủy ban kháng chiến hành chính Miền Nam Việt Nam (1946) Cục trưởng Cục Quân huấn Bộ Tổng Tham mưu (1947) Tư lệnh kiêm Chính ủy Liên khu 4 (1948–1949)                                  | Huân chương Hồ Chí Minh Thiếu tướng Giải phóng quân Nhân dân Trung Quốc                                                                                              |
| 7  | Dương Văn Dương | 1900–1946        | 1948'         | Thủ lĩnh lực lượng quân sự Bộ đội Bình Xuyên Khu bộ phó Khu 7 | Truy phong ngày 5 tháng 8 năm 1948 |

## Thụ phong thập niên 1950
| TT | Họ tên            | Năm sinh–Năm mất | Năm thụ phong | Chức vụ cao nhất | Ghi chú                                                                   |
| -- | ----------------- | ---------------- | ------------- | --- | ------------------------------------------------------------------------- |
| 1  | Phan Trọng Tuệ    | 1917–1991        | 1955          | Phó Thủ tướng chính phủ (1974–1975) Phó Tổng Thanh tra Quân đội                                                          | Huân chương Sao vàng                                                      |
| 2  | Lê Quảng Ba       | 1914–1988        | 1958          | Trưởng ban Ban Dân tộc Trung ương Chủ nhiệm Ủy ban Dân tộc Chính phủ Tư lệnh Liên khu Việt Bắc Tư lệnh Quân khu Việt Bắc | Tư lệnh đầu tiên Quân khu Việt Bắc Huân chương Hồ Chí Minh                |
| 3  | Nguyễn Thanh Bình | 1920–2008        | 1959          | Ủy viên Bộ Chính trị Thường trực Ban Bí thư Bộ trưởng Bộ Nội thương Bộ trưởng Bộ Thủy lợi Chủ nhiệm Tổng cục Hậu cần     | Huân chương Sao Vàng                                                      |
| 4  | Lê Chưởng         | 1914–1973        | 1959          | Thứ trưởng Bộ Giáo dục Chính ủy Quân khu Trị – Thiên                                                                     | Huân chương Sao Vàng                                                      |
| 5  | Nguyễn Trọng Vĩnh | 1916–2019        | 1959          | Phó Trưởng ban Tổ chức TW Đại sứ Việt Nam tại Trung Quốc (1974–1989) Chính ủy Quân khu 4                                 | Huân chương Hồ Chí Minh                                                   |
| 6  | Đặng Kim Giang    | 1910–1983        | 1959          | Thứ trưởng Bộ Nông trường Phó Chủ nhiệm Tổng cục Hậu cần                                                                 | Bị giam giữ không xét xử trong vụ án "xét lại chống Đảng" thập niên 1960. |

## Thụ phong thập niên 1960
| TT | Họ tên      | Năm sinh–Năm mất | Năm thụ phong | Chức vụ cao nhất                                                                                 | Ghi chú                                                      |
| -- | ----------- | ---------------- | ------------- | ------------------------------------------------------------------------------------------------ | ------------------------------------------------------------ |
| 1  | Tô Ký       | 1919–1999        | 1961          | Bí thư Tỉnh ủy Gia Định Chánh án Tòa án Quân sự Trung ương                                       | 02 Huân chương Độc lập hạng Nhất Anh hùng LLVT (2010)        |
| 2  | Tạ Xuân Thu | 1916–1971        | 1961          | Tư lệnh kiêm Chính ủy Bộ đội Biên phòng Tư lệnh Quân chủng Hải quân Chính ủy Quân chủng Hải quân | Tư lệnh đầu tiên Quân chủng Hải quân Huân chương Hồ Chí Minh |

## Thụ phong thập niên 1970
| TT | Họ tên            | Năm sinh–Năm mất | Năm thụ phong | Chức vụ cao nhất | Ghi chú |  |
| -- | ----------------- | ---------------- | ------------- | --- | --- |  |
| 1  | Hoàng Anh Tuấn    | 1925–2015        | 1973          | Trưởng đoàn Chính phủ CMLT CHMN VN trong Ban liên hợp quân sự bốn bên sau Hiệp định Paris Đại sứ tại Ấn Độ | |  |
| 2  | Đặng Quốc Bảo     | 1927–2024        | 1974          | Trưởng ban Ban Khoa giáo Trung ương Thứ trưởng Bộ Đại học và Trung học chuyên nghiệp Hiệu trưởng kiêm Chính ủy Trường Đại học Kỹ thuật Quân sự                                                                   | Huân chương Độc lập hạng Nhất                                                                                           |  |
| 3  | Võ Bẩm            | 1915–2008        | 1974          | Phó Chủ nhiệm Ủy ban Thanh tra Quân đội | Huân chương Hồ Chí Minh                                                                                                 |  |
| 4  | Nguyễn Văn Bứa    | 1922–1986        | 1974          | Phó Tư lệnh Quân khu 7 | Huân chương Độc lập hạng Nhất                                                                                           |  |
| 5  | Vũ Văn Cẩn        | 1915–1982        | 1974          | Bộ trưởng Bộ Y tế (1975–1982) Phó chủ nhiệm Tổng cục Hậu cần | Cục trưởng đầu tiên Cục Quân y Huân chương Độc lập hạng nhất                                                            |  |
| 6  | Nguyễn Thái Dũng  | 1919–đã mất      | 1974          | Hiệu trưởng Trường sĩ quan Lục quân 1 (1969–1978) Phó Tư lệnh Quân khu Tả Ngạn (1968–1969) Cục phó Cục Tác chiến Bộ Tổng Tham mưu (1955–1961)                                                                    | |  |
| 7  | Nguyễn Thị Định   | 1920–1992        | 1974          | Phó Chủ tịch Hội đồng nhà nước | Nữ tướng quân đầu tiên Anh hùng LLVT (truy tặng 1995) Huân chương Hồ Chí Minh Giải thưởng Hòa bình quốc tế Lênin (1968) |  |
| 8  | Vũ Văn Đôn        |                  | 1974          | Phó Chủ nhiệm Tổng cục Kỹ thuật (1974). | Huân chương Độc lập hạng Nhất                                                                                           |  |
| 9  | Phạm Ngọc Hưng    | 1918–1999        | 1974          | Tư lệnh Quân khu 9 (1973–1976) | Huân chương Độc lập hạng Nhất                                                                                           |  |
| 10 | Huỳnh Đắc Hương   | 1920–2025        | 1974          | Thứ trưởng Bộ Lao động Thương binh và Xã hội Cục trưởng Cục Tổ chức, TCCT Chính ủy Quân khu 4 Phó Tư lệnh về Chính trị Quân khu 2                                                                                | |  |
| 11 | Nguyễn Thế Lâm    | 1918–2011        | 1974          | Tư lệnh Binh chủng Pháo binh (1964–1968) Tư lệnh Binh chủng Tăng – Thiết giáp (1970–1974) | Tư lệnh đầu tiên của Binh chủng Tăng – Thiết giáp Huân chương Độc lập hạng Nhất                                         |  |
| 12 | Trần Thế Môn      | 1915–2009        | 1974          | Phó Chánh án Tòa án Nhân dân Tối cao | Huân chương Độc lập hạng nhất                                                                                           |  |
| 13 | Nguyễn Văn Nam    | 1914–2007        | 1974          | Viện trưởng Viện Kiểm sát Quân sự Trung ương Cục trưởng Cục Quân giới, Phó Chủ nhiệm TCHC | Huân chương Hồ Chí Minh                                                                                                 |  |
| 14 | Nguyễn Bá Phát    | 1921–1993        | 1974          | Thứ trưởng Bộ Hải sản Tư lệnh Quân chủng Hải quân | Thiếu tướng Hải quân (nay gọi là Chuẩn đô đốc Hải quân) Anh hùng LLVT (truy tặng 2010)                                  |  |
| 15 | Hoàng Minh Thi    | 1922–1981        | 1974          | Tư lệnh Quân khu 4 (1978–1981) | Mất do tai nạn máy bay                                                                                                  |  |
| 16 | Hoàng Thế Thiện   | 1922–1995        | 1974          | Trưởng ban Ban B.68 Trung ương Thứ trưởng Bộ Quốc phòng (1977–1982) | Vị tướng chính ủy Huân chương Hồ Chí Minh                                                                               |  |
| 17 | Nguyễn Như Thiết  | 1917–1991        | 1974          | Hiệu trưởng Trường Sĩ quan Lục quân 2 | Huân chương Độc lập hạng Nhì                                                                                            |  |
| 18 | Hoàng Trà         | 1922–2010        | 1974          | Phó chủ nhiệm Chính trị Tổng cục Hậu cần (1981–1990) Phó chủ nhiệm Ủy ban kiểm tra Đảng ủy Quân sự Trung ương (1979–1980)                                                                                        | Thiếu tướng Hải quân (nay gọi là Chuẩn đô đốc Hải quân)                                                                 |  |
| 19 | Lê Quốc Sản       | 1920–2000        | 1974          | Tư lệnh Quân khu 8 (1974–1975) | Huân chương Độc lập hạng nhất                                                                                           |  |
| 20 | Đào Sơn Tây       | 1915–1998        | 1974          | Phó Chính ủy Quân khu 7 Chính Cục Hậu cần Quân giải phóng MNVN | |  |
| 21 | Nguyễn Văn Thanh  | 1924–1992        | 1974          | Bí thư Ban Cán sự Đảng Ngoài Nước (1984–1987); Thứ trưởng Bộ Vật tư (1978–1982); Chính ủy Học viện Lục Quân (1976–1978); Phó Chánh Văn phòng Bộ Quốc phòng (9/1951–11/1964); Bí thư Tỉnh ủy Quảng Bình (10/1947) | Huân chương Hồ Chí Minh                                                                                                 |  |
| 22 | Vũ Yên            | 1919–1979        | 1974          | Hiệu trưởng Trường Sĩ quan Lục quân 2 Tư lệnh Quân khu Hữu ngạn | Huân chương Độc lập hạng Nhất                                                                                           |  |
| 23 | Trần Văn Danh     | 1923–2003        | 1975          | Thứ trưởng Bộ Điện lực Phó Tư lệnh Quân khu 7 | Anh hùng Lao động (1990)                                                                                                |  |
| 24 | Võ Đông Giang     | 1923–1988        | 1975          | Quyền Bộ trưởng Bộ Ngoại giao Bộ trưởng – Chủ nhiệm Ủy ban Kinh tế Đối ngoại | |  |
| 25 | Hoàng Đan         | 1928–2003        | 1977          | Cục trưởng Cục Khoa học Quân sự, Bộ TTM (1990–1995) | Tư lệnh đầu tiên của Quân đoàn 5                                                                                        |  |
| 26 | Hoàng Kiện        | 1921–2000        | 1977          | Viện phó Học viện Quân sự cấp cao (1981–1986) Tư lệnh Quân chủng Phòng không | Tư lệnh đầu tiên của Bộ Tư lệnh Phòng không                                                                             |  |
| 27 | Dương Bá Nuôi     | 1920–2006        | 1977          | Phó Tư lệnh kiêm Tham mưu trưởng Quân khu 4 (1972–1983) | Nguyên Tư lệnh Quân khu Trị Thiên                                                                                       |  |
| 28 | Kim Tuấn          | 1927–1979        | 1977          | Tư lệnh Quân đoàn 3 | Hy sinh trong khi làm nhiệm vụ Anh hùng LLVT (truy tặng 1979)                                                           |  |
| 29 | Nguyễn Quang Việt | 1917–1995        | 1977          | Chính ủy kiêm Phó Tư lệnh Bộ đội Biên phòng Thứ trưởng Bộ Công an | |  |
| 30 | Trần Văn Phác     | 1926–2012        | 1978          | Phó chủ nhiệm thường trực ủy ban Đối ngoại Quốc hội Bộ trưởng Bộ Văn hóa (1982–1991) Phó chủ nhiệm Tổng cục Chính trị                                                                                            | Huân chương Độc lập hạng Nhất                                                                                           |  |
| 31 | Lê Thanh Sơn      | 1940–            | 1978          | Chỉ huy trưởng Bộ Chỉ huy Quân sự tỉnh Cần Thơ | Anh hùng lực lượng vũ trang nhân dân                                                                                    |  |
| 32 | Hoàng Kim         | 1927–2020        | 1979          | Phó Tư lệnh về chính trị Quân khu Thủ đô (1979–1983) Phó Tư lệnh về Chính trị Quân đoàn 4 (1983–1988) | |  |
| 33 | Trần Hải Phụng    | 1925–1997        | 1979          | Tư lệnh Quân khu Sài Gòn – Gia Định (1961–1967 và 1972–1974) | Huân chương Độc lập hạng Nhì                                                                                            |  |
| 34 | Bùi Cát Vũ        | 1924–2002        | 1979          | Phó Tư lệnh quân khu 7 (1981–1990) | Nhà văn |  |
| 35 | Đào Huy Vũ        | 1924–1986        | 1979          | Tư lệnh Binh chủng Thiết giáp (1974–1980) | |  |

## Thụ phong thập niên 1980
| TT | Họ tên            | Năm sinh–Năm mất | Năm thụ phong                  | Chức vụ cao nhất | Ghi chú |
| -- | ----------------- | ---------------- | ------------------------------ | --- | --- |
|    | Hoàng Bát         | 1932–2015        | 1980                           | Tư lệnh Sư đoàn 363, 367, 369 Quân chủng Phòng không Trưởng khoa Phòng không, Học viện Quân sự cấp cao                                              | Phó Giáo sư |
|    | Trần Đình Cửu     | 1925–2002        | 1980                           | Phó Tư lệnh Quân khu 7 | Huân chương Độc lập hạng Nhì                                                                                           |
|    | Nguyễn Dưỡng      | 1928–?           | 1980                           | Phó Tư lệnh Quân chủng Hải quân (1980–1990) | Chuẩn đô đốc |
|    | Chu Phương Đới    | 1922–2007        | 1980                           | Tư lệnh Quân tình nguyện Việt Nam tại Lào (1981–1987)                                                                                               | Dân tộc Tày Huân chương Độc lập hạng Nhất                                                                              |
|    | Trần Văn Giang    | 1924–2016        | 1980                           | Chính ủy Quân chủng Hải quân | Chuẩn đô đốc |
|    | Phan Hàm          |                  | 1980                           | Cục trưởng Cục Tác chiến – Bộ Tổng tham mưu | |
|    | Phan Khắc Hy      | 1927–            | 1980                           | Phó Chủ nhiệm Tổng cục Công nghiệp Quốc phòng và kinh tế Phó Chủ nhiệm Tổng cục Hậu cần                                                             | Huân chương Độc lập hạng Ba                                                                                            |
|    | Lương Văn Nho     | 1916–1984        | 1980                           | Phó Tư lệnh Quân khu 7 (1976–1984) | |
|    | Huỳnh Công Thân   | 1923–            | 1980                           | Chỉ huy trưởng Bộ chỉ huy quân sự tỉnh Long An | Anh hùng LLVT (1998)                                                                                                   |
|    | Võ Văn Vinh       | 1918–            | 1980                           | Cục trưởng Cục Quân y | Giáo sư, Tiến sĩ y khoa                                                                                                |
|    | Dũng Hà           | 1929–2011        | 1982                           | Tổng Biên tập Tạp chí Văn nghệ Quân đội (1982–1993)                                                                                                 | |
|    | Lương Soạn        | 1923–1987        | 1982                           | Tư lệnh Bộ Tư lệnh bảo vệ Lăng Chủ tịch Hồ Chí Minh (1980–1987)                                                                                     | |
|    | Huỳnh Hữu Anh     | 1921–1993        | 1983                           | Phó Tư lệnh Quân khu 5 (1975–1987) | |
|    | Nguyễn Quang Bích | 1922–            | 1983                           | Phó Tư lệnh Quân chủng Phòng không Không quân (1975–1977)                                                                                           | |
|    | Nguyễn Chuông     | 1926–2006        | 1983                           | Tư lệnh Quân đoàn 29 Phó Tư lệnh Quân khu 2 (1983–1991)                                                                                             | |
|    | Hoàng Điền        | 1924–1999        | 1983                           | Phó Chủ nhiệm Tổng cục Hậu cần (1977–1982) Giám đốc Học viện Hậu cần (1983–1989)                                                                    | Giáo sư (1986) |
|    | Bùi Nam Hà        | 1924–            | 1983                           | • Cục trưởng Cục Nhà trường (1972–1979) • Phó Giám đốc Học viện Quốc phòng • Giám đốc Học viện Hậu cần • Phó Tổng Thanh tra Quân đội (1982–1991)    | |
|    | Vũ Hải            | 1925             | 1983                           | Cục trưởng Cục Dân quân Tự vệ Cục trưởng Cục Quân lực Cục trưởng Cục Kinh tế                                                                        | |
|    | Ngô Hùng          | 1924–1994        | 1983                           | Cục trưởng Cục Quân huấn (1978–1988) | |
|    | Đoàn Huyên        | 1925–2002        | 1983                           | Cục trưởng Cục KHQS Bộ Tổng Tham mưu (1981–1989) Tư lệnh Binh chủng Tên lửa phòng không                                                             | Tư lệnh đầu tiên của Binh chủng tên lửa phòng không Giáo sư (1986)                                                     |
|    | Trần Công Mân     | 1925–1998        | 1983                           | Tổng Biên tập Báo Quân đội nhân dân (1978–1988) | |
|    | Nguyễn Thúc Mậu   | 1919–1989        | 1983                           | Giám đốc Học viện Quân y (1981–1986) | Giáo sư (1981) Anh hùng LLVT (truy tặng 2010) Huân chương Độc lập hạng Nhất                                            |
|    | Nguyễn Sĩ Quốc    | 1922–2002        | 1983                           | Phó Chủ nhiệm Tổng cục Hậu cần (1983–1990) | Giáo sư (1980), Tiến sĩ Giải thưởng Nhà nước                                                                           |
|    | Bùi Đức Tạm       | 1923–            | 1983                           | Phó Chủ nhiệm Tổng cục Kỹ thuật (1976–1989) | |
|    | Mai Xuân Tần      | 1924             | 1983                           | Phó Tư lệnh kiêm Tham mưu trưởng Quân đoàn 2 (1979)                                                                                                 | |
|    | Lê Tiến Phục      | 1922–1999        | 1983                           | Cục trưởng Cục Chính sách Bộ Quốc phòng | Huân chương Độc lập Hạng Nhất                                                                                          |
|    | Phạm Như Vưu      | 1920–            | 1983                           | Phó Chủ nhiệm thứ Nhất Tổng cục Kỹ thuật Phó Chủ nhiệm Tổng cục Công nghiệp Quốc phòng.                                                             | |
|    | Nguyễn An         | 1925–2004        | 1984                           | Phó Chủ nhiệm Tổng cục Hậu cần (1982–1990) Cục trưởng Cục Vận tải (1972–1982) Phó Tư lệnh Đoàn 559                                                  | |
|    | Y Blok            | 1921–2018        | 1984                           | Quyền Tư lệnh Quân khu 6 | Dân tộc Ê Đê |
|    | Lã Ngọc Châu      | 1926–            | 1984                           | Phó Chính ủy Quân đoàn 3 (1978–1978) Phó Hiệu trưởng về Chính trị Trường SQLQ 1 (1980–1983)                                                         | Nghỉ hưu 1988 |
|    | Lê Văn Chiểu      | 1926–            | 1984                           | Phó chủ nhiệm Tổng cục Công nghiệp Quốc phòng Phó Chủ nhiệm Tổng cục Kỹ thuật                                                                       | Phó giáo sư, Tiến sĩ 02 Giải thưởng Hồ Chí Minh (1997) Giải thưởng Nhà nước (2002)                                     |
|    | Vũ Chí Đạo        | 1924–            | 1984                           | Cục phó Cục Khoa học Quân sự Chính ủy Binh chủng Đặc công                                                                                           | Chính ủy đầu tiên của Binh chủng Đặc công Huân chương Độc lập hạng Nhì                                                 |
|    | Đào Hữu Liêu      | 1919–2005        | 1984                           | Phó Tư lệnh TMT Binh chủng Công binh (1970–1971) Phó Chủ nhiệm Tổng cục Xây dựng Kinh tế (1976–1979)                                                | |
|    | Dũng Mã           | 1923–2002        | 1984 Hà Văn Bảy –Cục cán bộ VN | | |
|    | Lê Đình Số        | 1926–2017        | 1984                           | Cục trưởng Cục Cán bộ TCCT (1980–1983) | Nghỉ hưu 1991 |
|    | Phan Thái         | 1928–            | 1984                           | Phó Chủ nhiệm TMT Tổng cục Kỹ thuật (1985–1987) | |
|    | Trần Hiếu Tâm     | 1925–            | 1984                           | Phó Tư lệnh Quân khu Thủ đô (1980–1986) | |
|    | Phạm Đăng Ty      | 1926–            | 1984                           | Phó Tổng cục trưởng Tổng cục Hàng không Dân dụng Phó Hiệu trưởng Trường Sĩ quan Chính trị                                                           | |
|    | Lê Huy Vinh       | 1928–            | 1984                           | Phó Tư lệnh kiêm TMT Quân chủng Phòng không (1987–1988) Phó Tư lệnh Quân chủng Phòng không (1988–1992)                                              | |
|    | Mạc Đình Vịnh     | 1926–            | 1984                           | Hiệu trưởng trường Sĩ quan Lục quân II Phó cục trưởng cục Quân huấn                                                                                 | |
|    | Võ Minh Như       | 1926–            | 1984                           | Phó Tư lệnh Quân khu 7 | |
|    | Trần Xanh         | 1927–1988        | 1984                           | Phó Tư lệnh Quân chủng Phòng không.Cục trưởng Cục Nhà trường                                                                                        | |
|    | Nguyễn Thái Cán   | 1927–1989        | 1985                           | Phó Tư lệnh Tham mưu trưởng Quân đoàn 2 Tư lệnh Quân đoàn 14                                                                                        | |
|    | Cao Văn Chấn      | 1929–            | 1985                           | Chủ nhiệm Chính trị Quân khu Thủ đô (1987–1994) | |
|    | Nguyễn Tư Cường   | 1927–2003        | 1985                           | Tư lệnh Binh chủng Đặc công (1986–1992) | Anh hùng LLVT (1956)                                                                                                   |
|    | Nguyễn Ngọc Doãn  | 1914–1987        | 1985                           | Viện phó Viện Quân y 108 | Giáo sư (1980) Anh hùng LLVT                                                                                           |
|    | Đặng Văn Duy      | 1924–2014        | 1985                           | Cục trưởng Cục tuyên truyền đặc biệt TCCT (1978–1989) Phó Trưởng ban Ban Cơ yếu Chính phủ (1975–1978)                                               | Huân chương Độc lập hạng Nhất                                                                                          |
|    | Bùi Đại           | 1924–            | 1985                           | Viện trưởng Bệnh viện Trung ương 108 (1985–1996) | Giáo sư, Tiến sĩ khoa học                                                                                              |
|    | Nguyễn Ngọc Độ    | 1934–            | 1985                           | Phó Tư lệnh kiêm Tham mưu trưởng Quân chủng Không quân (1985–1987)                                                                                  | Giáo sư (2002) Anh hùng LLVT (1970)                                                                                    |
|    | Trần Đối          | 1933–            | 1985                           | Phó Tư lệnh Mặt trận 479 | Anh hùng LLVT (1978)                                                                                                   |
|    | Hồ Phú Hoảnh      | 1934–            | 1985                           | Cục trưởng Cục Kỹ thuật Quân khu 9 (1985–1996) | Huân chương Độc lập hạng Ba                                                                                            |
|    | Đỗ Xuân Hợp       | 1906–1985        | 1985                           | Phó Chủ nhiệm Ủy ban Y tế – Xã hội Quốc hội Giám đốc Học viện Quân y                                                                                | Anh hùng LLVT (1985) Huân chương Hồ Chí Minh Giải thưởng Hồ Chí Minh (1985) Giải thưởng Viện Hàn lâm y học Pháp (1949) |
|    | Nguyễn Sinh Huy   | 1929–            | 1985                           | Hiệu trưởng Trường Sĩ quan Phòng không | |
|    | Bạch Ngọc Liễn    | 1927–1986        | 1985                           | Phó Giám đốc Học viện Hậu cần | |
|    | Phạm Liêm         | 1928–2022        | 1985                           | Cục trưởng Cục Chính trị, Quân chủng Phòng không Phó Cục trưởng Cục Chính trị, Quân chủng PK–KQ                                                     | |
|    | Nguyễn Hồng Nhị   | 1936–            | 1985                           | Phó Tư lệnh kiêm Tham mưu trưởng Quân chủng Không quân                                                                                              | Anh hùng LLVT (1969)                                                                                                   |
|    | Lê Trung Ngôn     | 1926–1988        | 1985                           | Phó Tư lệnh TMT Binh chủng Công binh. Tư lệnh Binh đoàn 11 BQP.                                                                                     | |
|    | Nguyễn Duy Thái   | 1914–1995        | 1985                           | Thứ trưởng Bộ Cơ khí luyện kim Thứ trưởng Bộ Lao động Phó Chủ nhiệm Tổng cục Hậu cần Phó Chủ nhiệm Tổng cục Kỹ thuật                                | Huân chương Độc lập hạng Nhất                                                                                          |
|    | Tô Thuận          | 1926–2011        | 1985                           | Phó Tư lệnh Tham mưu trưởng Binh chủng Pháo binh | |
|    | Trần Văn Trân     | 1927–1997        | 1985                           | Phó Giám đốc Học viện Lục quân | |
|    | Phạm Gia Triệu    | 1918–1990        | 1985                           | Viện phó Viện Quân y 108 | Giáo sư Thầy thuốc Nhân dân Anh hùng LLVT (1967)                                                                       |
|    | Đào Đình Sung     | 1925–2001        | 1985                           | Sư đoàn trưởng Sư đoàn 308, Phó Giám đốc Học viện QP                                                                                                | |
|    | Lưu Vũ Súy        | 1924–2007        | 1985                           | Cục trưởng Cục tuyên huấn, Tổng cục chính trị | |
|    | Đoàn Văn Thuận    | 1929–            | 1985                           | Hiệu trưởng Trường Sĩ quan PPK, Quân chủng Phòng không (1982–1987)                                                                                  | |
|    | Nguyễn Hữu Vị     | 1930–2018        | 1985                           | Chỉ huy trưởng Bộ CHQS tỉnh Bến Tre | |
|    | Đinh Phúc Hải     | 1925–1997        | 1985                           | Phó Tư lệnh về chính trị phụ trách công tác cán bộ Quân chủng Phòng không, Bí thư đảng ủy quân chủng                                                | |
|    | Châu Khải Địch    | 1928–2017        | 1985                           | Phó Tư lệnh Quân khu 5 | |
|    | Nguyễn Duy Sơn    | 1924-1999        | 1985                           | Phó Giám đốc Học viện Chính trị - Quân sự | Nghỉ hưu năm 1990 |
|    | Phạm Bân          | 1930–1995        | 1986                           | Phó Tư lệnh Mặt trận 579 Quân khu 5 (1985–1990) Phó Đoàn chuyên gia Quân sự Việt Nam tại Cuba (1990–1994).                                          | |
|    | Trần Mạnh         | 1928–1992        | 1986                           | Tổng cục trưởng Tổng cục Hàng không dân dụng | |
|    | Hoàng Ngọc Chiêu  |                  | 1987                           | Bí thư Đảng ủy Bộ Tổng Tham mưu-Cơ quan BQP Cục trưởng Cục Chính trị, BTTM. Chính ủy Quân đoàn 1 . Chính ủy Sư đoàn 308. Chính ủy Học viện Hậu cần. | Huân chuơng Quân công                                                                                                  |
|    | Ngô Huy Biên      | 1927–            | 1988                           | Trưởng phòng Huấn luyện Học viện Quân sự cấp cao (1988–1994)                                                                                        | Phó Giáo sư, TSKH |
|    | Phạm Quang Bào    | 1936–2009        | 1988                           | Phó Tư lệnh kiêm tham mưu trưởng Quân khu 1 (1990– 1993)                                                                                            | Huân chương Quân Công hạng Nhì                                                                                         |
|    | Trần Văn Niên     |                  | 1988                           | Phó Tư lệnh Quân khu 9 (?–2000) | Đoàn trưởng đầu tiên của Đoàn 6 pháo binh                                                                              |
|    | Nguyễn Văn Ninh   |                  | 1988                           | Cục phó Cục Tác chiến, BTTM (1979–1997) | |
|    | Vũ Ngọc Nhạ       | 1928–2002        | 1988                           | Cụm trưởng Cụm tình báo chiến lược A.22 | Huân chương Độc lập hạng Ba                                                                                            |
|    | Nguyễn Huy Phan   | 1928–1997        | 1988                           | Phó viện trưởng Viện Quân y 108 | Giáo sư (1984), Tiến sĩ khoa học (1983) Thầy thuốc Nhân dân (1988)                                                     |
|    | Vũ Khắc Sương     | 1924–2009        | 1988                           | Tỉnh đội trưởng Tỉnh đội Bến Tre | |
|    | Ngô Quang Tảo     | 1932–            | 1988                           | Tỉnh đội trưởng Sóc Trăng Phó Tư lệnh Mặt trận 779 Bí thư Đảng ủy kiêm Trưởng đoàn chuyên gia Quân khu 9 tại Campuchia                              | Anh hùng LLVT (1998)                                                                                                   |
|    | Đinh Trung Thành  | 1932–            | 1988                           | Phó Tư lệnh Quân khu 9 (1992–1997) | |
|    | Lê Thế Trung      | 1928–            | 1988                           | Giám đốc Học viện Quân y (1986–1995) Viện trưởng Viện Quân y 103 Giám đốc sáng lập Viện Bỏng Quốc gia Lê Hữu Trác                                   | Giáo sư, Tiến sĩ khoa học Thầy thuốc Nhân dân Anh hùng LLVT (1978)                                                     |
|    | Lê Quang Viễn     | 1928–            | 1988                           | Tỉnh đội trưởng Tỉnh đội Đồng Tháp | |
|    | Vũ Trọng Hà       | 1930–2017        | 1988                           | | |
|    | Đỗ Xuân Diễn      | 1932–            | 1989                           | Tổng Giám đốc Tổng Công ty xây dựng Trường Sơn (Tư lệnh Binh đoàn 12)                                                                               | Anh hùng Lao động (1999).                                                                                              |
|    | Đặng Ngọc Giao    | 1929–1999        | 1989                           | Giám đốc Học viện Hậu cần (1988–1996) | Giáo sư (1991), Tiến sĩ (1981) Nhà giáo Nhân dân (1997)                                                                |
|    | Nguyễn Nam Hồng   | 1930–2008        | 1989                           | Tư lệnh Binh chủng Pháo Binh | |
|    | Nguyễn Tiến Phát  | 1929–            | 1989                           | Tư lệnh Binh chủng Hóa học (1986–1993) | |
|    | Nguyễn Quỳ        | 1930–            | 1989                           | Giám đốc Học viện Kỹ thuật Quân sự Phó Chủ nhiệm Tổng cục Kỹ thuật (1989–1998)                                                                      | Giáo sư (1984), Tiến sĩ hóa học (1962) Giải thưởng Nhà nước (đồng tác giả)                                             |
|    | Ngô Văn Ry        | 1931–2002        | 1989                           | Phó Giám đốc về Chính trị Học viện Chính trị (1988–1988)                                                                                            | |
|    | Nguyễn Thanh Tùng | 1933–            | 1989                           | Chỉ huy trưởng Bộ Chỉ huy Quân sự tỉnh Đồng Nai | Anh hùng LLVT (1978)                                                                                                   |
|    | Hà Quốc Toản      | 1924–2003        | 1989                           | Phó Tư lệnh về Chính trị Quân đoàn 3 | |

|  |  |  |  |
|  |  |  |  |
|  |  |  |  |

## Thụ phong thập niên 1990
| TT | Họ tên           | Năm sinh–Năm mất | Năm thụ phong | Chức vụ cao nhất                                                                                       | Ghi chú                                                                                   |
| -- | ---------------- | ---------------- | ------------- | --- | ----------------------------------------------------------------------------------------- |
|    | Phạm Xuân Ẩn     | 1927–2006        | 1990          | | Anh hùng LLVT (1976)                                                                      |
|    | Phạm Tử Dương    | 1929–2009        | 1990          | Phó Giám đốc Bệnh viện 108 (1981–1988)                                                                 | Giáo sư, Tiến sĩ                                                                          |
|    | Đặng Trần Đức    | 1922–2004        | 1990          | Cục trưởng Cục 12 – Tổng cục II Bộ Quốc phòng (1990)                                                   | Anh hùng LLVT (1978)                                                                      |
|    | Ngô Huynh        | 1934–1999        | 1990          | Tư lệnh Quân chủng Phòng không (1993–1999)                                                             |                                                                                           |
|    | Trần Đức Long    | 1930–            | 1990          | Phó Cục trưởng Cục Cán bộ, Tổng cục chính trị (1986–1997)                                              |                                                                                           |
|    | Đỗ Hoài Nam      | 1931–1990        | 1990          | Viện trưởng Viện Quân y 175                                                                            | Anh hùng LLVT (1973) Thầy thuốc Nhân dân                                                  |
|    | Đỗ Văn Phúc      | 1933–            | 1990          | Tùy viên Quân sự tại Liên Xô (1989–1993)                                                               |                                                                                           |
|    | Nguyễn Hưng Phúc | 1927–            | 1990          | Phó Giám đốc Học viện Quân y (1992–1995)                                                               | Giáo sư (1984), Tiến sĩ khoa học (1986) Nhà giáo Nhân dân (1990)                          |
|    | Mai Văn Phúc     | 1925–            | 1990          | Phó Tư lệnh Quân khu 7                                                                                 | Huân chương Độc Lập hạng Nhì                                                              |
|    | Hồ Phương        | 1930–            | 1990          | Phó Tổng biên tập Tạp chí Văn nghệ quân đội (1981–1992)                                                | Nhà văn Huân chương Độc lập hạng Ba Giải thưởng Hồ Chí Minh (2012)                        |
|    | Nguyễn Hữu Tình  | 1935–            | 1990          | Phó Chủ nhiệm, Tham mưu trưởng Tổng cục Hậu cần (1991–1994) Phó Chủ nhiệm Tổng cục Hậu cần (1994–2000) |                                                                                           |
|    | Lê Toàn          |                  | 1990          | Phó Tư lệnh Chính trị Binh chủng Đặc công (1985–1993)                                                  |                                                                                           |
|    | Nguyễn Hữu Yên   | 1929–2011        | 1990          | Tư lệnh Binh chủng Công binh (1990–1995)</nowiki>                                                      |                                                                                           |
|    | Phạm Ngọc Lan    | 1934–            | 1992          | Phó Cục trưởng Cục quân huấn, Bộ Tổng tham mưu (1994–1999)                                             | Phi công Việt Nam đầu tiên bắn rơi máy bay Mỹ trong không chiến Anh hùng LLVT             |
|    | Hồ Thanh Minh    | 1933–            | 1992          | Phó Cục trưởng Cục Khoa học Quân sự (1993–1999)                                                        | Phó Giáo sư, Tiến sĩ Khoa học Kỹ thuật                                                    |
|    | Mai Năng         | 1930–            | 1992          | Tư lệnh Binh chủng Đặc công (1993–1996)                                                                | Anh hùng LLVT (1969)                                                                      |
|    | Nguyễn Minh Chữ  | 1946–            | 1992          | |                                                                                           |
|    | Đào Chí Cường    | 1943–            | 1993          | Cục trưởng Cục Bản đồ – Bộ Tổng tham mưu                                                               | Tiến sĩ Trắc địa Giải thưởng Hồ Chí Minh (tập thể) năm 2002.                              |
|    | Cao Lương Bằng   | 1945–2016        | 1994          | Chỉ huy trưởng Bộ Chỉ huy Quân sự tỉnh Quảng Bình (1994–2000)                                          | Anh hùng LLVT (1969)                                                                      |
|    | Nguyễn Duy Bi    | 1940–            | 1994          | Cục trưởng Cục Tác chiến Điện tử (1992–2003)                                                           |                                                                                           |
|    | Vũ Ngọc Diệp     | 1938–            | 1994          | Phó Tư lệnh Quân chủng Phòng không Phó Chánh thanh tra Bộ Quốc phòng (1996–2002)                       |                                                                                           |
|    | Phan Khắc Hải    | 1941–            | 1994          | Thứ trưởng Bộ Văn hóa (1997–2004) Tổng biên tập báo Quân đội nhân dân (1989–1997)                      |                                                                                           |
|    | Cao Long Hỷ      | 1934–            | 1994          | Cục trưởng Cục Bảo vệ an ninh quân đội (1990–1996)                                                     |                                                                                           |
|    | Nguyễn Đăng Kỉnh | 1941–            | 1994          | Viện phó Viện Kiểm sát Nhân dân tối cao Việt Nam, kiêm Viện trưởng Viện Kiểm sát Quân sự Trung ương    | Phi công Ace, Anh hùng LLVT (2010)                                                        |
|    | Huỳnh Nghĩ       | 1930–            | 1994          | Phó giám đốc Học viện Lục quân (1990–2000)                                                             | Giáo sư (1996), Tiến sĩ (1990) Nhà giáo Nhân dân (1997)                                   |
|    | A Sang           | 1936–2011        | 1994          | Chỉ huy trưởng Bộ Chỉ huy Quân sự tỉnh Kon Tum (1991–1999)                                             | Dân tộc Giẻ Triêng                                                                        |
|    | Lê Hoàng Sương   | 1943–            | 1994          | Chỉ huy trưởng quân sự Sóc Trăng                                                                       | Anh hùng LLVT (1978)                                                                      |
|    | Nguyễn Văn Thực  | 1943–            | 1994          | Giám đốc Học viện Phòng không (1993–1999) Phó Viện trưởng Viện Chiến lược Quân sự (1999–2002)          | Anh hùng LLVT (1970)                                                                      |
|    | Nguyễn Tức       | 1932–            | 1994          | Trưởng Khoa Trinh sát Quân sự, Học viện Quốc phòng                                                     |                                                                                           |
|    | Trịnh Thanh Vân  | 1934–            | 1994          | Phó Tư lệnh Quân khu Thủ đô (1987–1998)                                                                |                                                                                           |
|    | Nguyễn Văn Bé    | 1946–            | 1995          | Phó Tư lệnh Quân khu 7                                                                                 | Phó Chủ tịch Hội Cựu chiến binh TP.HCM                                                    |
|    | Trần Danh Bích   | 1942–            | 1998          | Phó Giám đốc Chính trị, Bí thư Đảng ủy Học viện Chính trị (2000–2005)                                  |                                                                                           |
|    | Nguyễn Minh Chữ  | 1946–            | 1998          | Phó Tư lệnh Quân khu 9 (1999–2006)                                                                     | Anh hùng LLVT (1972)                                                                      |
|    | Mai Văn Cương    | 1941–            | 1998          | Phó Tư lệnh Quân chủng Phòng không Không quân (1999–2006)                                              | Anh hùng LLVT (1969)                                                                      |
|    | Trần Minh Thiệt  | 1946–1998        | 1998          | Phó Tư lệnh Quân khu 5 (1998)                                                                          | Anh hùng LLVT (1976) mất vì tai nạn máy bay tại Lào ngày 25 tháng 5 năm 1998              |
|    | Hoàng Anh Tuấn   | 1944–            | 1998          | Phó chủ nhiệm chính trị Tổng cục kỹ thuật (1998 – 2005)                                                | Phó Chủ tịch thường trực kiêm Tổng Thư ký Hội Truyền thống Trường Sơn – Đường Hồ Chí Minh |
|    | Võ Nhân Huân     | 1946–1999        | 1999          | Phó Tư lệnh chính trị (1995– 1999) quyền Tư lệnh Quân chủng Hải quân                                   | Chuẩn đô đốc, Ủy viên Trung ương Đảng khóa VIII                                           |
|    | Trần Việt        | 1946–            | 1999          | Phó Tư lệnh Quân chủng Phòng không – Không quân (2005–2007)                                            | Phi công Việt Nam bắn hạ máy bay Mỹ cuối cùng trong không chiến.                          |
|    | Vũ Tần           | 1942–            | 1999          | Cục Trưởng Cục Đối Ngoại (1995–2003)                                                                   |                                                                                           |
|    | Vũ Anh Thố       | 1943–            | 1999          | Phó Tư lệnh Quân chủng Phòng không – Không quân (1999–2007)                                            |                                                                                           |